# Charles Henry Behre
Charles Henry Behre (* 16. März 1896 in Atlanta; † 18. Februar 1986 in Emerson) war ein US-amerikanischer Geologe (Lagerstättengeologie) und Hochschullehrer an der Columbia University.

## Leben
Behre stammte von in der Generation der Großeltern deutschen Einwanderern ab, sein Vater wurde in Charleston geboren, seine Mutter war Emilie Schumann. Er hatte drei Schwestern, darunter eine Konzertpianistin und eine Zoologie-Professorin. Sein Vater zog mit der Familie in seiner Jugend nach New Orleans, wo er eine Eisfabrik hatte. Behre studierte an der University of Wisconsin und der University of Chicago mit dem Bachelor-Abschluss 1918, war dann als Freiwilliger im Medical Corps an einem Militärhospital im Südwesten der USA während der Grippe-Pandemie nach dem Ersten Weltkrieg. 1920 setzte er sein Studium in Chicago fort, wobei er sich der Geologie zuwandte und 1925 promoviert wurde. Seine Dissertation war über ein Schiefervorkommen in Pennsylvania und war entstanden, als er nebenbei für den Geological Survey von Pennsylvania arbeitete und Instructor an der Lehigh University war. Daraus entstand eine Abhandlung über den ganzen Schiefergürtel von Ost-Pennsylvania, die seinen Ruf begründete (erschienen in Pennsylvania Mineral Resource Bulletin M 16). 1923 wurde er Assistant Professor an der University of Cincinnati und arbeitete außerdem für den US Geological Survey. 1930 wurde er Associate Professor und 1935 Professor an der Northwestern University. Nachdem seine Frau Professorin an der Columbia University geworden war, wechselte auch Behre 1941 dorthin. 1956 bis 1959 stand er der Geologie-Fakultät der Columbia University vor. Neben seiner Professur hatte er eine Beratungsfirma (Behre, Dolbear and Company), mit der er weltweit aktiv war (Bodenschätze, Grundwasser).
1963 wurde er Mitglied der Leopoldina. Er war Präsident der Society of Economic Geologists und Vizepräsident der New York Academy of Sciences. Er war Fellow der American Association for the Advancement of Science und Guggenheim Fellow.
1921 heiratete er die Biochemikerin Helen Jeanette Allen. Er war Hobbypianist.

## Veröffentlichungen
- Geology and ore deposits of the west slope of the Mosquito Range, Washington : United States Government Printing Office, 1932
- Mineral deposits of New Jersey and eastern Pennsylvania, Washington : United States Department of the Interior, Geological Survey, Washington : United States Government Printing Office, 1953
- Slate in Pennsylvania, Harrisburg (Pennsylvania) : Pennsylvania Topographic and Geologic Society, 1933
- Slate in Northampton County, Pennsylvania, Harrisburg (Pennsylvania) : Pennsylvania Topographic and Geologic Survey, 1927